# Neulassing
Neulassing ist ein Dorf in der Gemeinde Selzthal im Bezirk Liezen in der Steiermark. Am 1. Jänner 2017 hatte Neulassing 483 Einwohner. Der Ort gehört seit 1943 zur Gemeinde Selzthal, davor war er Teil der Gemeinde Lassing.

## Lage und Verkehrsanbindung
Neulassing liegt westlich anschließend an den Kernort Selzthal. Am südlichen Ortsrand verläuft die B 113 und am westlichen Ortsrand die A 9. Am östlichen Ortsrand  fließt die Palten, ein Zufluss der Enns.